# Бретеш (фортификация)
Бретеш (фр. Bretèche, англ. Bretèche, итал. Bertesca) — небольшой прямоугольный или скошенный выступ (эркер) на башне, крепостной стене или фасаде здания. Получил широкое распространение в фортификации в Средние века. Предназначался для успешной обороны во время осады или штурма замков, крепостей и укреплённых сооружений. Не следует путать со сторожевыми башенками бартизанами.

## Происхождение названия
Впервые упоминается латинскими авторами под названием brittisca («британское [укрепление]»). Вероятно, был придуман защитниками оборонительных сооружений Британии. На старофранцузском писался bretesse или bretesche. На французском языке можно встретить вариант bretêche. В разных вариантах написания встречается в романских языках.

## Предназначение
Бретеш имел щели, бойницы или окна в полу. С их помощью защитники могли сверху обстреливать штурмующих, сбрасывать на них камни, поливать кипящим маслом, смолой или водой. При этом защитники оставались в безопасности. Вражеские стрелки не могли поражать их стрелами.
Размещённый над воротами замка или входом в каменное здание бретеш мог серьёзно помешать осаждающим пробиваться внутрь. В верхних частях крепостных стен этот эркер препятствовал штурмующим в преодолевании пролома и разрушении кладки. Так как в Средние века любой монастырь или усадьба могли использоваться как оборонительное сооружение, бретеши можно встретить на стенах самых разных зданий, сохранившихся до наших времён.

## История
Первые бретеши были деревянными. Их создавали над воротами, ведущими в замок или крепость. После того, как в Западной Европе фортификационные сооружения стали возводить из камня и кирпича, из таких же материалов начали строить и бретеши. Теперь они не боялись вражеских зажигательных стрел.
Максимальное распространение бретеши получили в XIII веке. В этот же период времени подобные эркеры стали нередко создаваться и на фасадах жилых резиденций. Уже на этапе возведения стен строители почти повсеместно в кладку из блоков вставляли каменные кронштейны (чаще всего сразу три), которые служили опорами для будущих эркеров. Над воротами эти объекты фортификации стали почти обязательными элементами.
По мере того, как рыцарские замки уходили в прошлое, уступая место более современным фортификационным объектам, бретеши превратились к XIV—XV векам в декоративный элемент дворцов и особняков. Иногда можно встретить название «ложный бретеш». Для красоты их создавали с зубцами.
Бретеши получили распространение далеко за пределами Западной Европы. Оборонительные эркеры, начиная с XI века, встречались в укреплениях Византии и в арабских крепостях. После начала Крестовых походов получили широкое распространение на Святой Земле.
Бретеш иногда можно спутать с уборными. В Средние века в башнях снаружи часто делали особые эркеры, которые использовались как туалет или позволяли сливать нечистоты в наружные рвы. Однако известны случаи, когда у таких эркеров совмещались функции и бретеша, и отхожего места.
- Бретеши на стенах цитадели Дамаска
- Фортификационный эркер над входом в церковь в городе Аршон
- Бретеши на фасаде резиденции замкового типа Катценцунген[нем.] в Северной Италии
- Бретеш над входом в церковь в городе Курсон
- Бретеш в башне с воротами в Базеле
- Бретеш над входом в здание в городе Рудель[фр.]

## Другие функции
После XV века слово бретеш стало часто встречаться как в топонимах (Замок Бретеш), так и для обозначения специальных элементов важных административных зданий:
- Красивый балкон на фасаде ратуши, откуда муниципальный или королевский чиновник, а также городской глашатай зачитывал важные решения властей.
- В геральдике — так называют ряд зубцов, обращённых вниз на специальной полосе или по краям гербового рисунка.

- Бретеш на фасаде ратуши в городе Эден
- Бретеш на жилой башне Тур-де-Эшеви[фр.] в городе Люксёй-ле-Бен
- Декоративный бретеш на фасаде Дворца дожей в Венеции
- Бретеш на дворянском гербе